# Olivier Chevallier
Pour les articles homonymes, voir Chevallier.
Pas d'image ? Cliquez ici
Olivier Chevallier né le 6 février 1949 dans le 14e arrondissement de Paris et mort le 6 Avril 1980 à Marseille, était un pilote moto français.

## Biographie
Olivier est mort à l'hôpital de Marseille, des suites d’un traumatisme thoracique, provoqué par une chute dans les esses de la Verrerie, au cinquième tour de la course des 250 qui se déroule sur le circuit Paul Ricard dans le cadre du Moto Journal 200.

## Palmarès
- 1970 :
  - Champion de France 250 cm3 (national)
- 1976 :
  - Vainqueur du Grand Prix de Croatie à Opatija en 350 cm3